# Взрыв автомобиля в Загребе (2008)
Взрыв автомобиля в Загребе прогремел 23 октября 2008 года в 18:10 по местному времени в хорватской столице Загребе: дистанционно управляемая автомобильная бомба взорвалась в машине, припаркованной у здания редакции газеты Nacional. В результате взрыва погибли совладелец газеты Иво Пуканич и ещё один сотрудник газеты, менеджер по маркетингу Нико Франьич. Два человека были ранены.
После взрыва по стране прокатилась волна арестов: полицией были задержаны члены хорватских и сербских ОПГ, которые и были обвинены в убийстве. Восемь человек предстали перед судом по обвинению в сотрудничестве с ОПГ, шестеро были признаны виновными в убийстве и получили сроки от 15 до 40 лет лишения свободы. Взрыв стал продолжением череды громких убийств случившихся в столице Хорватии в 2008 году, что вызвало опасения в успешности предстоящих в 2009 году переговоров о вступлении Хорватии в Евросоюз из-за несоответствия страны условиям вступления в ЕС. Президент Хорватии Степан Месич открыто назвал случившееся терактом, а премьер-министр Иво Санадер в связи с убийством созвал внеочередное заседание Совета национальной безопасности, заявив, что «не позволит, чтобы Загреб стал вторым Бейрутом».

## Предыстория
9 апреля: Попытка покушения на Иво Пуканича срывается

16 мая: Избит директор строительной компании Игор Радженович

3 июня: Серьёзно избит журналист Душан Милюш

17 сентября: Серьёзно избит бизнесмен Йосип Галинец
Пуканич был скандально известной фигурой, которому приписывали разнообразные связи с криминальным миром и политикой. Хорватские СМИ сообщали, что он регулярно присутствовал на всех встречах с участием Степана Месича. Газета Пуканича публиковала материал о схеме контрабанды сигарет в страну, в том числе и схему действия, созданную сербским магнатом Станко Суботичем и премьер-министром Черногории Мило Джукановичем. Итальянский прокурор Джузеппе Шельзи заявил, что Иво Пуканич и убитый черногорский журналист Душко Йованович из газеты Dan были важнейшими свидетелями по этому расследованию и что Комиссия по борьбе против мафии должна будет отправить дело в архив (ещё одной причиной был дипломатический иммунитет Джукановича).
9 апреля 2008 года в западной части Загреба недалеко от площади Франьо Туджмана неизвестный выстрелил из пистолета с глушителем с близкой дистанции в Пуканича. Однако Пуканич успел среагировать на выстрел и уклонился от пули: та проделала дыру в окне ближайшего магазина сувениров. При попытке неизвестного снова выстрелить случилась осечка, и Пуканич вытащил из сумки свой Glock 17. Сделав предупредительный выстрел, он заставил несостоявшегося киллера сбежать с места преступления. Фоторобот нападавшего, который носил тёмную вязаную шапку, был составлен через пять дней. Полиция предположила, что это покушение было предупреждением Пуканичу, и к журналисту выставили охрану, от услуг которой он отказался в августе месяце в связи с отсутствием каких-либо угроз. Неизвестно, был ли он под охраной 23 октября.
За 2008 год в столице Хорватии произошло несколько громких убийств, таких как смерть футбольного фаната с угрозами остальным членам клуба и убийства среди белого дня в деловом центре Загреба дочери известного адвоката. Также жертвами физической расправы стали пятеро журналистов, в связи с этим еще в начале октября премьер-министр Хорватии Иво Санадер уволил министров внутренних дел и юстиции, а также главу национальной полиции, указав на их бессилие в борьбе с преступностью. Однако с момента войны в Хорватии ни один журналист в Хорватии до нападения на Пуканича не был убит.

## Взрыв
В 18:10 по местному времени к автомобилю Lexus LS 600h L подошли Иво Пуканич и Нико Франьич, директор по маркетингу издания Nacional. Согласно первоначальным сообщениям, в этот момент взорвалась бомба, спрятанная в мусорном баке, однако 25 октября в газете Večernji list сообщили, что бомба была прикреплена к мотоциклу, стоявшему перед «Лексусом», и она взорвалась ещё до того, как оба сели в машину. Пуканич и Франьич погибли почти мгновенно. Ещё два студента из школы графического дизайна были ранены осколками.
Взрыв прогремел на улице Палмотичевой, недалеко от Старой Влашской улицы и площади Иосипа Ланга — в двух улицах к востоку от площади Бана Елачича. Полиция оцепила место происшествия, что привело к возникновению серьёзных пробок в городе. С места преступления скрылся человек: по сообщениям свидетельств, на вид лет 30, носил бейсболку и не обращал внимание на машины.

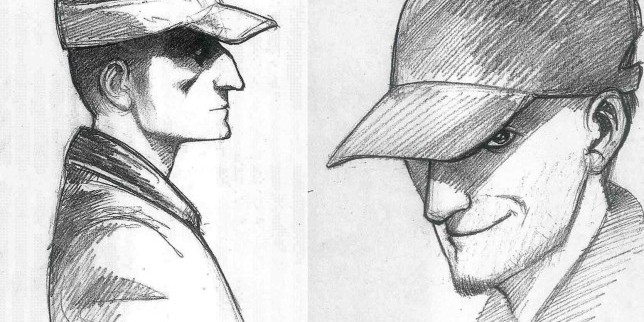
Портрет подозреваемого, скрывшегося с места преступления

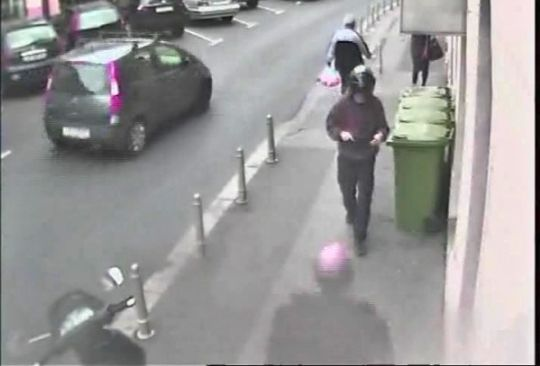
Кадр с камеры наблюдения: человек в мотоциклетном шлеме — некто Желько Милованович

На камерах наблюдения полиция обнаружила подозрительного человека, который припарковал мотоцикл со взрывчаткой. Видеозапись была проверена судом на предмет монтажа и опубликована Министерством внутренних дел Хорватии в марте 2010 года.

## Расследование
Полиция распространила информацию, что вероятным убийцей был Сретко Калинич из Земунской преступной группировки сербской мафии, осуждённый в январе 2008 года заочно на 40 лет лишения свободы в Сербии. Калинича видели в Хорватии за неделю до теракта, однако поймать не могли. По некоторым данным, Калинич был причастен к серии убийств в Боснии и Герцеговине. Полиция допросила Миряну Пуканич, пока совет редакторов Nacional готовил опровержение слухов о том, что они собирались обвинить Миряну в убийстве Иво. 27 октября хорватская полиция задержала множество бывших военнослужащих хорватской армии и офицеров полиции, которые могли произвести или хранить подобное мощное взрывное устройство, а 29 октября были арестованы ещё 10 человек по подозрению в убийстве, которых полицейский Крунослав Боровец назвал опасными членами преступного подполья.

### Сербская мафия
30 октября полицией были арестованы пять человек, которые якобы работали на сербского криминального босса Сретена Йоцича (Йоцу Амстердамского) и подозревались в подготовке покушения: Роберт и Лука Матанич, Амир Мафалани, Слободан «Бодан» Джурович и Миленко «Мича» Кузманович. Мафалани был арестован в своей квартире, остальные четверо — на КПП Баяково при попытке покинуть территорию Хорватии. В тот же день были получены ордеры на арест Бояна «Байоне» Гудурича и Желько «Летача» Миловановича: последний разыскивался за ограбление почтового отделения в Беочине с 2005 года и был арестован в Тузле около больницы, однако сбежал; Гудурич совершил более 15 разбойных нападений в Воеводине во главе своей банды, а самым известным его ограблением стало нападение на офис Ekspres Gas в Нови-Саде, совершённое бандой в масках и с применением оружия.

### Хорватские ОПГ
Через несколько дней после ареста и скандала с Лукой Пилиповичем, один из арестованных Роберт Матанич дал показания, в которых указал заказчиков убийства. Он свидетельствовал, что Милованович и Гудурич были организаторами, а он с братом и Мафалани помогал им в подготовке покушения. Малафани приобрёл квартиру на углу Петриньской и Юришичевой улиц, недалеко от места взрыва. Матаничу помогал Велимир «Жваки» Жака, который приобрёл несколько краденых машин и мотоцикл, куда была установлена бомба. Гудурич под фальшивым именем снял квартиру на Юришичевой улице. Матанич уверял, что сначала не знал о том, на кого планируется покушение, пока Милованович не проговорился, назвав жертву «Пуки»; сам он на месте преступления, по своим словам, не присутствовал во время взрыва, утверждая, что находился на презентации BMW 7 Series в Фольнеговичевом квартале. Матанич также организовал побег Миловановича и Гудурича в Боснию.

### Приговор
Верховный суд Хорватии 14 января 2013 года вынес приговоры следующим лицам:
- Желько Милованович — 40 лет лишения свободы
- Роберт Матанич — 35 лет лишения свободы
- Боян Гудурич — 33 года лишения свободы
- Слободан Джурович — 25 лет лишения свободы
- Лука Матанич — 16 лет лишения свободы
- Амир Мафалани — 16 лет лишения свободы

Милованович был осуждён заочно, поскольку не находился на территории в Хорватии и всё ещё был в розыске. В Сербии Милованович вскоре был пойман и получил точно такой же срок в 40 лет лишения свободы по совокупности преступлений.